# Dragon Ball Z: Goku densetsu
 (septembre 2017).
Si vous disposez d'ouvrages ou d'articles de référence ou si vous connaissez des sites web de qualité traitant du thème abordé ici, merci de compléter l'article en donnant les références utiles à sa vérifiabilité et en les liant à la section « Notes et références ».
Dragon Ball Z: Goku densetsu (ドラゴンボールZ 遥かなる悟空伝説, Doragon bōru zetto: Harukanaru Gokū densetsu, littéralement « Dragon Ball Z : La légende lointaine de Goku ») est un jeu vidéo de rôle, édité par Atari Inc. et développé par Namco Bandai sur l'univers de Dragon Ball Z. Il est disponible à partir de 2007 sur Nintendo DS.